# Virginia Bardach
Virginia Bardach (Córdoba, Argentina, 3. travnja 1992.) je argentinska plivačica, prema jednim izvorima hrvatskog podrijetla, a prema drugim izvorima, sirolibanonsko-arapskog podrijetla. Plivačka je reprezentativka. Sestra je plivačice Georgine Bardach.
Na SP-u u plivanju 2011. u Šangaju u disciplini 400 m slobodno bila je 26. s vremenom 4:18.57.
Sudjelovala je na Panameričkim igrama 2011. u Guadalajari. Na 200 m slobodno bila je 9. u kvalifikacijama, na 400 m slobodno 15. u kvalifikacijama, a na 800 m slobodno 11. u kvalifikacijama. U štafetama 4 x 100 m i 4 x 200 m slobodno bila je 6.
Višestruka je osvajačica odličja s Južnoameričkih igara. 
2010. je osvojila srebro u štafeti na 4 x 200 m slobodno. 
2014. je godine osvojila je broncu na 200 m leptir, zlato na 200 m mješovito, srebro na 400 m mješovito, a u štafeti na 4 x 200 m slobodno bila je četvrta.